# Phrynopus
Phrynopus es un género de anfibios anuros de la familia Craugastoridae. Todas las especies del género son endémicas de Perú, más concretamente de la Cordillera Oriental y de la Occidental. Habitan en bosques supramontanos y en pastizales de alta montaña.

## Especies

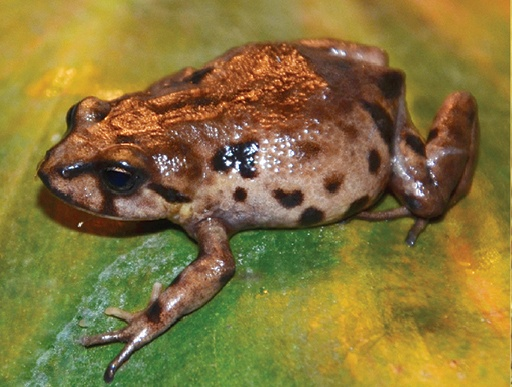
Phrynopus juninensis.

Se reconocen las siguientes 35 especies':
- Phrynopus anancites Rodriguez & Catenazzi, 2017
- Phrynopus auriculatus Duellman & Hedges, 2008
- Phrynopus badius Lehr, Moravec & Cusi, 2012
- Phrynopus barthlenae Lehr & Aguilar, 2002
- Phrynopus bracki Hedges, 1990
- Phrynopus bufoides Lehr, Lundberg & Aguilar, 2005
- Phrynopus capitalis Rodriguez & Catenazzi, 2017
- Phrynopus chaparroi Mamani & Malqui, 2014
- Phrynopus daemon Chávez, Santa-Cruz, Rodriguez & Lehr, 2015
- Phrynopus dagmarae Lehr, Aguilar & Köhler, 2002
- Phrynopus dumicola Rodriguez & Catenazzi, 2017
- Phrynopus heimorum Lehr, 2001
- Phrynopus horstpauli Lehr, Köhler & Ponce, 2000
- Phrynopus interstinctus Lehr & Oroz, 2012
- Phrynopus inti Lehr, von May, Moravec & Cusi, 2017
- Phrynopus juninensis (Shreve, 1938)
- Phrynopus kauneorum Lehr, Aguilar & Köhler, 2002
- Phrynopus kotosh Lehr, 2007
- Phrynopus lapidoides Lehr & Rodríguez, 2017
- Phrynopus lechriorhynchus Trueb & Lehr, 2008
- Phrynopus mariellaleo Venegas, Barboza, De la Riva & Padial, 2018
- Phrynopus miroslawae Chaparro, Padial & De la Riva, 2008
- Phrynopus montium (Shreve, 1938)
- Phrynopus oblivius Lehr, 2007
- Phrynopus paucari Lehr, Lundberg & Aguilar, 2005
- Phrynopus personatus Rodriguez & Catenazzi, 2017
- Phrynopus peruanus Peters, 1873
- Phrynopus pesantesi Lehr, Lundberg & Aguilar, 2005
- Phrynopus sancristobali Díaz, Mamani & Catenazzi, 2023[2]
- Phrynopus tautzorum Lehr & Aguilar, 2003
- Phrynopus thompsoni Duellman, 2000
- Phrynopus tribulosus Duellman & Hedges, 2008
- Phrynopus unchog Lehr & Rodríguez, 2017
- Phrynopus valquii Chávez, Santa-Cruz, Rodriguez & Lehr, 2015
- Phrynopus vestigiatus Lehr & Oroz, 2012